# Santi Quirico e Giulitta
Santi Quirico e Giulitta är en kyrkobyggnad och titelkyrka i Rom, helgad åt de heliga martyrerna Quiricus och Julitta. Kyrkan är belägen vid Via di Tor de' Conti i Rione Monti och tillhör församlingen Santa Maria ai Monti.

## Kyrkans historia
Enligt traditionen uppfördes på denna plats en kyrka under påve Vigilius pontifikat (537–555). Kyrkan genomgick en ombyggnad på 1300-talet samt en restaurering på 1470-talet av Baccio Pontelli. I samband med en ombyggnad år 1584 ändrades kyrkans orientering så att fasaden nu kom att uppföras där den gamla absiden varit belägen. År 1716 skadades kyrkobyggnaden i en eldsvåda. År 1728 uppdrog påve Benedikt XIII åt arkitekten Filippo Raguzzini att bygga om kyrkan och rita en ny fasad. Attribueringen åt Raguzzini är emellertid osäker. År 1758 företogs ännu en restaurering, vilken leddes av Carlo Marchionni.
Klosterbyggnaden, som numera är ett hotell, ritades av Gabriele Valvassori på 1750-talet.
I anslutning till kyrkan ligger Museo del Presepio, det vill säga ett museum som visar julkrubbor.

## Exteriören
Kyrkans fasad har två våningar. Två par pilastrar flankerar portalen från 1400-talet. Övervåningen har ett stort fönster och ovanför detta ytterligare tre fönster, ett stort i mitten och två mindre på sidorna.

## Interiören
Interiören är enskeppig. Takfresken är ett verk av Pietro Gagliardi från 1856 och framställer De heliga Quiricus och Julittas förhärligande. Högaltarmålningen visar de båda titelhelgonens martyrium. I koret finns även en målning som föreställer den helige Paschalis Baylon.
Omedelbart till höger i kyrkan var tidigare ett baptisterium; en vittrad fresk framställer Kristi dop. Dopfunten befinner sig numera i kyrkan Sant'Elena.
Kyrkan har fyra sidokapell, två på var sida.

### Höger sida
Cappella di San Giuseppe e San Disma
Första sidokapellet på höger hand är invigt åt den helige Josef och Dismas, den botfärdige rövaren. Altarmålningen utgörs av Den heliga Familjen med Johannes Döparen. I en tondo ses Thomas av Aquinos porträtt.
Cappella di San Domenico
Det andra kapellet är invigt åt den helige Dominicus och har en altarmålning av titelhelgonet, utförd av Ercole Ruspi år 1855. På en pelare utanför detta kapell ses gravmonumentet över Francesca Merolli (död 1858).

### Vänster sida
Cappella dei Santi Antonino e Vincenzo Ferreri
Första sidokapellet på vänster hand är invigt åt de heliga Antoninus, ärkebiskop av Florens, och Vincentius Ferrer, dominikanpräst. Altarmålningen, attribuerad åt Agostino Masucci, visar de heliga Nikolaus av Bari och Vincentius Ferrer i tillbedjan inför Jesusbarnet. Vid detta kapell återfinns gravmonumentet över prästen Gregorio Maria Terenzi, utfört i nyklassicistisk stil.
Cappella della Madonna del Rosario
Detta kapell, invigt åt Vår Fru av Rosenkransen, har altarmålningen Vår Fru av Rosenkransen med de heliga Dominicus och Katarina av Siena.
I kyrkans krypta finns byggnadsrester från 500-talet och freskfragment från 1000-talet; ett av dessa fragment visar Guds lamm.

## Titelkyrka
Kyrkan stiftades som titelkyrka av påve Sixtus V år 1587. Den ersatte då San Ciriaco alle Terme Diocleziane.
Kardinalpräster
- Alessandro Ottaviano de' Medici: 1587–1591
- Francesco Maria Bourbon del Monte: 1591–1592
- Lucio Sassi: 1593–1604
- Marcello Lante della Rovere: 1606–1628
- Gregorio Naro: 1629–1634
- Vakant: 1634–1643
- Angelo Giori: 1643–1662
- Lorenzo Raggi: 1664–1679
- Galeazzo Marescotti: 1681–1700
- Vakant: 1700–1710
- Fulvio Astalli: 19 februari 1710 – 7 maj 1710
- Michelangelo dei Conti: 1711–1721
- Henri-Pons de Thiard de Bissy: 1721–1730
- Troiano Acquaviva d'Aragona: 1732–1733
- Domenico Riviera: 1733–1741
- Vakant: 1741–1755
- Luca Melchiore Tempi: 1755–1756
- Vakant: 1756–1759
- Giuseppe Alessandro Furietti: 1759–1764
- Vakant: 1764–1817
- Antonio Lante Montefeltro Della Rovere: 1 oktober 1817 – 23 oktober 1817
- Vakant: 1817–1829
- Giovanni Antonio Benvenuti: 1829–1838
- Gabriele Ferretti: 1839–1853
- Vakant: 1853–1857
- Juraj Haulík Váralyai: 1857–1869
- Vakant: 1869–1877
- Miguel Payá y Rico: 1877–1891
- Giuseppe Maria Graniello: 1893–1896
- Salvador Casañas y Pagés: 1896–1908
- Vakant: 1908–1916
- Tommaso Pio Boggiani: 1916–1929
- Vakant: 1929–1958
- Paul-Marie-André Richaud: 1958–1968
- Vakant: 1968–2007
- Seán Baptist Brady: 2007–

## Omnämningar i kyrkoförteckningar
| Katalog                      | År         | Benämning                                                      |
| ---------------------------- | ---------- | -------------------------------------------------------------- |
| Catalogo di Cencio Camerario | 1192       | sco. Cyrico                                                    |
| Il Catalogo Parigino         | cirka 1230 | s. Quiricus                                                    |
| Il Catalogo di Torino        | cirka 1320 | Ecclesia sanctorum Quirici et Iulicte, que est capella papalis |
| Il Catalogo del Signorili    | cirka 1425 | ss. Quirici et Iulicte                                         |

## Bilder
| - Santi Quirico e Giulitta. Tryck av Girolamo Francino från år 1588. - Santi Quirico e Giulitta (vid den röda pilen) på Giovanni Maggis vy över Rom från år 1625. Observera att absiden befinner sig där nu fasaden står. På utsnittet syns även kyrkan San Basilio al Foro di Augusto och Torre dei Conti. - Glasmålning föreställande de heliga Quiricus och Julitta. - Kyrkans kampanil. |